# Jungle Speed
Jungle Speed és un joc de taula creat per Thomas Vuarchex i Pierric Yakovenko en 1991, editat pels seus autors el 1996, després per Week-end Games el 2000, i després per Asmodée el 2002.

## Origen
Jungle Speed té el seu origen en un joc de cartes tradicional, en el qual quan apareixen dos naips iguals els jugadors han d'agafar un objecte que hi ha al centre de la taula.

## Regles del joc
El joc es compon de 80 cartes i un tòtem. Les cartes representen diferents símbols repartits en quatre colors: groc, verd, taronja i violeta. Existeixen tres tipus de cartes especials: fletxes de colors, fletxes cap a dins i fletxes cap a fora. No es podrà tenir cartes amb fletxes ni al principi ni al final si això passa el jugador a qui li ha passat haurà de ser castigant quedant-se 10 cartes de cada jugador,
Totes les cartes es reparteixen equitativament entre els jugadors. Cada jugador manté les seves cartes cara avall. El tòtem es col·loca al centre de la taula. Els jugadors només poden utilitzar una mà per a agafar el tòtem i per a aixecar les cartes, l'altra mà no poden utilitzar-la en el desenvolupament de la partida.
Els jugadors aixequen les seves cartes d'una en una i per torns, excepte en el cas que aparegui la carta amb les fletxes cap a fora.

### Duel
Dos o més jugadors entren en duel en els següents casos:
- Si tenen cartes amb el mateix símbol.
- Si, després de l'aparició d'una carta de fletxa de colors, tenen cartes del mateix color.

Guanyarà el duel aquell jugador que agafi abans el tòtem. El perdedor o perdedors d'un duel rebran les cartes del vencedor que es trobin cara amunt en la taula.

### Càstig
El jugador s'emporta totes les cartes tretes pels jugadors i les cartes que estiguin sota el tòtem quan:
- Agafa el tòtem quan no ho ha de fer o el tira.
- Treu diverses cartes alhora.
- Col·loca el tòtem al centre de la taula cap per avall.

### Les cartes fletxes
Existeixen tres tipus de cartes especials:
- Fletxes cap a dins: Quan apareix aquesta carta, tots els jugadors poden agafar pel tòtem. El jugador que l'agafi primer deixa sota el tòtem les cartes que té cara amunt.
- Fletxes cap a fora: Es compten tres segons i tots els jugadors destapen una carta alhora. Contínua tirant el jugador següent al qual havia tirat la carta fletxes cap a fora.
- Fletxes de colors: Quan apareix aquesta carta, entren en duel les cartes que siguin del mateix color a partir de la nova ronda. Això només es té en compte fins que: algú s'emporti cartes, aparegui un fletxes cap a dins o sigui tapada la carta. En el moment en el qual la carta és tapada es torna a jugar per figures, per la qual cosa si hi ha dues cartes iguals quan es tapa la carta hi ha un duel. Si hi ha dues fletxes de colors en joc es torna a figures fins que una és tapada i es torni a colors.

### La fi del joc
Un jugador guanya la partida quan es queda sense cartes.

## L'expansió
Existeix una expansió per a Jungle Speed. Aporta altres 80 cartes amb símbols diferents, molt semblants als originals, i dos nous tipus de cartes especials. Per exemple la carta de les mans, quan apareix aquesta carta els jugadors han de col·locar les seves mans damunt del tòtem sense tirar-lo, el jugador que el faci primer donarà les cartes que té cara amunt al jugador que va posar la mà en el tòtem en últim lloc.